# کیتنا
کیتنا (به بلغاری: Kitna) یک منطقهٔ مسکونی در بلغارستان است که در شهرستان کیرکوفو واقع شده‌است.